# Aran (Lerik)
Aran è un comune dell'Azerbaigian situato nel distretto di Lerik. Conta una popolazione di 417 abitanti.